# Ophion pallipes
Ophion pallipes är en stekelart som beskrevs av Gaspard Auguste Brullé 1846. Ophion pallipes ingår i släktet Ophion och familjen brokparasitsteklar. Inga underarter finns listade i Catalogue of Life.